# Питарчешти (Алба)
Питарчешти (рум. Pitărcești) насеље је у Румунији у округу Алба у општини Видра. Општина се налази на надморској висини од 724 m.

## Становништво
Према подацима из 2002. године у насељу је живело 36 становника, од којих су сви румунске националности.